# Пицца в слойке
 Пицца в слойке  (англ. Pizza puff) — закрытая американская пицца в слоёном тесте, обжаренная во фритюре, с типичными для пиццы начинками: сыром, томатным соусом и другими ингредиентами пиццы, такими как колбаса или пепперони.
Пиццы в слойке похожи на итальянские панцеротти и на кальцоне, но кальцоне запекают, а не жарят, и они не всегда содержат соус для пиццы.
Пиццы в слойке типичны для Чикаго, их можно найти во многих местных закусочных и недорогих ресторанах.
В Чикагских заведениях общепита часто используют замороженные пиццы в слойке, которые перед подачей обжаривают во фритюре. Тем не менее, некоторые итальянские рестораны и пиццерии сами делают такую пиццу от начала и до конца. Эти пиццы, как правило, несколько больше, чем полуфабрикаты.

## Галерея
- Пицца в слойке из замороженного полуфабриката.
- Панцеротти напоминает пиццу в слойке.